# Neritos psammas
Neritos psammas là một loài bướm đêm thuộc phân họ Arctiinae, họ Erebidae.